# George Chapchal
George Chapchal (* 30. Oktober 1911 in Moskau; † 25. Mai 1999 in Meggen LU) war ein niederländischer Arzt und Orthopäde.

## Leben

### Familie und Ausbildung
Der altkatholisch getaufte George Chapchal, Sohn des Kunstmalerehepaares Jacques und Margarethe Chapchal, legte die Reifeprüfung an der Deutschen Oberrealschule in Den Haag ab. Danach widmete er sich dem Studium der Medizin an der Universität Leiden, der Ludwig-Maximilians-Universität München sowie der Johann Wolfgang Goethe-Universität Frankfurt am Main. Chapchal absolvierte medizinische Staatsexamen in München im Jahre 1939 und in Leiden im Jahre 1941.
George Chapchal heiratete 1942 in Utrecht Alida geborene Westermann. Aus der Ehe gingen die Kinder Boris, Jacques-Christian, Sylvia, Veronica und Zita hervor. Er starb 1999 im Alter von 87 Jahren.

### Beruflicher Werdegang
George Chapchal erhielt nach seinem Studienabschluss Anstellungen als Privatdozent für Orthopädie und Direktor der Orthopädischen Abteilung an der Universität Utrecht. Im Jahre 1959 folgte er dem Ruf als Ordinarius für Orthopädie an die Universität Saarbrücken. Zugleich wurde er zum Direktor der Orthopädischen Klinik bestellt. Im Jahre 1964 wechselte Chapchal in die Funktionen als ordentlicher Professor der Orthopädie und Vorstand der Orthopädischen Klinik an die Universität Basel. Im Jahre 1970 übersiedelte er in die Niederlande, dort übernahm er den Lehrstuhl für Orthopädie an der Katholischen Universität Nijmegen.
George Chapchal, einer der führenden niederländischen Orthopäden im 20. Jahrhundert, Mitglied zahlreicher Fachgesellschaften, verfasste über 100 Handbuch- und Fachzeitschriftenbeiträge. Er fungierte seit 1962 als Mitherausgeber der Chirurgischen Praxis - Zeitschrift Für Die Gesamte Chirurgie, erschienen im Medizinischen Verlag W. Maudrich in Wien.

## Publikationen

### Autor
- Grundriss der orthopädischen Krankenuntersuchung. Enke, Stuttgart, 1954
- Orthopaedie. Niederländisch, Bijleveld, Utrecht, 1956
- Nederlands leerboek voor heilgymnastiek en massage. Niederländisch, Nederlands Genootschap voor Heilgymnastiek, Massage en Physiotechniek, Zutphen, 1959
- Orthopädische Chirurgie und Traumatologie der Hüfte. Enke, Stuttgart, 1965
- Handleiding bij het orthopaedisch onderzoek.  4e dr., Niederländisch, Erven J. Bijleveld, Utrecht, 1966
- Synovectomy and arthroplasty in rheumatoid arthritis : 2nd International Symposium, January 27th-29th 1967 in Basle, Switzerland. G. Thieme, Stuttgart, 1967
- Verletzungen und Erkrankungen der Schulterregion. Thieme, Stuttgart [u. a.], 1984
- Orthopädie im Kindes- und Jugendalter : mit 23 Tabellen. 2., überarb. Aufl., Barth, Leipzig, 1990

### Herausgeber
- Beckenosteotomie, Pfannendachplastik. Internationales Symposium am 30. und 31. Januar 1965 in Basel. G. Thieme, Stuttgart, 1965
- zusammen mit Gottfried Dominok: Nomina Osteoarthrologica. Johann Ambrosius Barth Verlag, Leipzig 1980.